# Гранд (округ, Колорадо)
Гранд (англ. Grand County) — округ в США, штате Колорадо. По состоянию на 2010 год, численность населения составляла 14 843 человек. Был основан 2 февраля 1874 года, получил своё наименование по названию озера Гранд-Лейк.

## География
По данным Бюро переписи США, общая площадь округа равняется 4843 км², из которых 4781 км² суша и 60 км² или 1,2 % это водоёмы, в том числе крупнейшее по площади и по глубине в штате озеро Гранд-Лейк.

## Население
По данным переписи населения 2000 года в округе проживает 12 442 жителей в составе 5075 домашних хозяйств и 3217 семей. Плотность населения составляет 3,00 человека на км2. На территории округа насчитывается 10 894 жилых строений, при плотности застройки около 2,00-х строений на км2. Расовый состав населения: белые — 95,15 %, афроамериканцы — 0,48 %, коренные американцы (индейцы) — 0,43 %, азиаты — 0,68 %, гавайцы — 0,10 %, представители других рас — 2,00 %, представители двух или более рас — 1,15 %. Испаноязычные составляли 4,36 % населения независимо от расы.
В составе 28,10 % из общего числа домашних хозяйств проживают дети в возрасте до 18 лет, 54,70 % домашних хозяйств представляют собой супружеские пары проживающие вместе, 5,20 % домашних хозяйств представляют собой одиноких женщин без супруга, 36,60 % домашних хозяйств не имеют отношения к семьям, 24,80 % домашних хозяйств состоят из одного человека, 4,80 % домашних хозяйств состоят из престарелых (65 лет и старше), проживающих в одиночестве. Средний размер домашнего хозяйства составляет 2,37 человека, и средний размер семьи 2,85 человека.
Возрастной состав округа: 21,80 % моложе 18 лет, 9,00 % от 18 до 24, 34,70 % от 25 до 44, 26,80 % от 45 до 64 и 26,80 % от 65 и старше. Средний возраст жителя округа 37 лет. На каждые 100 женщин приходится 112,70 мужчин. На каждые 100 женщин старше 18 лет приходится 115,70 мужчин.
Средний доход на домохозяйство в округе составлял 47 759 USD, на семью — 55 217 USD. Среднестатистический заработок мужчины был 34 861 USD против 26 445 USD для женщины. Доход на душу населения составлял 25 198 USD. Около 5,40 % семей и 7,30 % общего населения находились ниже черты бедности, в том числе — 7,90 % молодёжи (тех, кому ещё не исполнилось 18 лет) и 6,10 % тех, кому было уже больше 65 лет.